# Geovidenskab
Geovidenskab er en samlet betegnelse for de videnskabelige discipliner indenfor planetologien, der beskæftiger sig med Jorden, dens historie, fysiske forhold samt de processer, der finder sted på eller omkring dens overflade. Således omfatter geovidenskaben discipliner som:
- geodæsi,
- geografi,
- geologi,
- geofysik,
- geokemi,
- geomorfologi,
- glaciologi,
- hydrologi,
- kartografi,
- klimatologi,
- meteorologi,
- naturgeografi,
- oceanografi og
- palynologi.

De tidlige studier omfattede kun jordens overflade, men den senere teknologiske udvikling har medført, at man ved hjælp af geofysiske metoder nu også kan undersøge dele af undergrunden i jordskorpen og i den øvre del af jordens kappe.
Størstedelen af den danske forskning i geovidenskab finder sted på Geocenter København. Aarhus Universitetet udbyder desuden en masteruddannelse i geovidenskab.
Mange af de videnskabelige discipliner indenfor geovidenskab undervises der i på Institut for Geovidenskab og Naturforvaltning - Københavns Universitet